# Žetale község
Žetale község (szlovén nyelven Občina Žetale) Szlovénia 212 alapfokú közigazgatási egységének, azaz községének egyike a Podravska statisztikai régióban, a horvát határ mentén. Adminisztratív központja Žetale falu. A történelmi szlovén Stájerország (Štajersko) régió része.   

## A községhez tartozó települések
A községhez Žetale székhelyen kívül a következő települések tartoznak:
- Čermožiše
- Dobrina
- Kočice
- Nadole

## Népesség
| Lakosok száma | 1357 | 1337 | 1334 | 1345 | 1344 | 1308 | 1289 | 1295 | 1297 | 1311 |
|               | 2008 | 2009 | 2011 | 2012 | 2013 | 2015 | 2016 | 2017 | 2019 | 2020 |